# Культура террамар
Культура террамар(е), Террамары (англ. Terramare culture, нем. Terramare-Kultur, итал. Civiltà  terramare) — археологическая культура бронзового века, существовавшая в Северной Италии в долине реки По. Расцвет приходился на вторую половину 2-го тысячелетия до н. э., формирование — первая половина 2-го тысячелетия до н. э. племенами, пришедшими из-за Альп. Исследователи наших дней относят её к группе родственных европейских культур данного периода — Культуре полей погребальных урн, через которую на Апеннинский полуостров проник новый тип захоронения — урновые некрополи. Предполагаемые носители — первая волна италиков, вероятно, племена носителей латино-фалискских языков, отличавшиеся способами ведения сельского хозяйства, развитием производства, торговли и строительством своеобразных посёлков-крепостей — террамар.

## История исследования

### Название
Исследователи конца XIX века назвали новую, обнаруженную в долине реки По, археологическую культуру по принятому наименованию поселений этой культуры — террамарам (итал. terramare), которые, в свою очередь, были названы от местного наименования невысоких холмов, богатых чернозёмом. Отложения подобных холмов сформировались, в основном, за счёт накопления мусорных отбросов на месте длительного времени обитания людей бронзового века. Значение названия холмов на диалекте области Эмилия — «чёрная/жирная земля», другой вариант перевода: terra — «земля» и marna — «мергель». Иногда в научной и научно-популярной литературе для обозначения культуры может употребляться просто слово «террамары». Также в русскоязычной литературе название поселений иногда транскрибируется как «террамаре», и, соответственно, название культуры — «культура террамаре».

### Ранние исследования

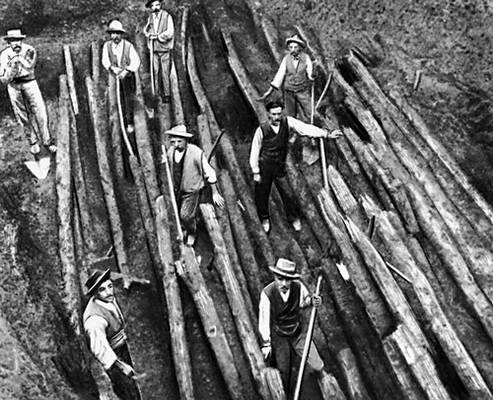
Раскопки террамары, обнаружены остатки настила (окрестности Пармы, конец XIX века)

Научное исследование культуры террамар началось в 1860 году, сначала археологи рассматривали её как универсальную для всего Апеннинского полуострова эпохи бронзового века, так как открытие и изучение террамар происходило ранее появления знаний учёных о существовании Апеннинской культуры. Наличие следов некоторых элементов культуры террамарцев на памятниках Апеннинской культуры, заставило исследователей XIX века считать носителей Апеннинской и Террамар культур одним народом. Реконструкции авторов ранних раскопок в настоящее время утратили значение — поселениям Террамар культуры ошибочно приписывали планировку римских лагерей или городских общин, существовавших в другие, более поздние, временные эпохи, а создателями Террамар культуры ошибочно считали этрусков (Т. Моммзен), иллирийцев и лигуров.

## Общее описание

### Локализация
Согласно сегодняшним научным представлениям, Террамар культура являлась местным явлением в Северной Италии в долине реки По. Современная локализация её распространения — западные и центральные территории области Эмилия-Романья (провинции Болонья, Модена, Парма, Пьяченца, Реджо-нель-Эмилия), а также на юге региона Ломбардия (памятники обнаружены на части территорий провинций Брешиа, Мантуя и Кремона). Центр культуры находился между городами Болоньей и Пармой. После прихода племён культуры Вилланова, террамарцы были вытеснены в Южную Этрурию (Лаций), где оказали влияние на развитие местных племён. По предположению ряда учёных, Террамар культура не просто оказала влияние в Южной Этрурии, а собственно продолжала существовать там некоторое время.

### Датировка и периодизация
Среди археологов существуют различные представлениям относительно датировок Террамар культуры. Наиболее вероятно, что её расцвет приходился на вторую половину 2-го тысячелетия до н. э.. Возникновение культуры относят к первой половине 2-го тысячелетия до н. э. — 2000-1500 гг. до н. э. (I фаза по Г. Сэфлунду), 1900-1600 гг. до н. э. (I фаза по Дж. Патрони), около 1800 года до н. э. (по К. Куманецкому). Согласно периодизации предложенной шведским учёным Г. Сэфлундом Террамар культуру делят на четыре периода развития:
| Период      | IА                                                                                                 | IIА | IВ | IIB |
| Датировка   | 2000—1500 годы до н. э.                                                                            | 2000—1500 годы до н. э.                                                                                 | 1500—700 годы до н. э. | 1500—700 годы до н. э. |
| Орудия      | Используются кремнёвые (типа Ремеделло), но всё больше появляется бронзовых (возможно, привозные). | Из кремня (серпы и пр.) вытесняются бронзовыми; появляются каменные формы для отливки бронзовых орудий. | Развито бронзоволитейное дело: изготовляются качественные мечи, топоры с «крыльями» (иначе «закраинами»), смычковидные фибулы и обоюдоострые бритвы. | Развито бронзоволитейное дело: изготовляются качественные мечи, топоры с «крыльями» (иначе «закраинами»), смычковидные фибулы и обоюдоострые бритвы. |
| Захоронения | Ингумация в простых ямах, без вещей или со скудным инвентарём.                                     | Ингумация в простых ямах, без вещей или со скудным инвентарём.                                          | Ингумация в простых ямах, без вещей или со скудным инвентарём.                                                                                       | Трупосожжение, в урнах на полях погребений вблизи поселений.                                                                                         |

## Происхождение
Начало Террамар культуре положили переселенцы, пришедшие на Апеннинский полуостров в среднем бронзовом веке из-за Альп, вероятно, изначально со Среднего Дуная. Это подтверждается сходством керамики и бронзовых изделий с подобными предметами быта и орудиями из дунайского региона. Возможно, укрепления посёлков-террамар говорят о том, что пришлым племенам приходилось защищаться от враждебного местного населения. Противником этой теории выступал британско-австралийский археолог В. Г. Чайлд, указавший, что за пределами Италии не обнаружено какой-либо «протеррамарской» культуры, которая могла породить все специфические черты Террамар культуры. Достаточным признаками появления террамарцев, В. Г. Чайлд считал изменения в области сельского хозяйства, развитие производства и торговли.
Согласно точке зрения ряда археологов, географически ближайшей культурой, имеющей сходство с террамарцами, является культура энеолитических свайных поселений озёр Северной Италии (расцвет в первой половине 2-го тысячелетия до н. э.). Сторонники теории этого сходства прослеживают связь, например, от культуры поселения Арква-Петрарка, которую они считают промежуточной между культурами энеолитических свайных жилищ и террамарами, однако подобная преемственность не общепризнанна всеми учёными.

## Материальная культура

План террамары Кастеллаццо-ди-Фонтанеллато

### Поселения
Своеобразные поселения культуры представлены остатками небольших укрепленных посёлков площадью 1-2 га — так называемыми террамарами, вероятно, являвшимися свайными жилищами, которые были защищены от набегов врагов водным пространством. Археологами обнаружены столбы, сохранившиеся от построек древних людей; большинство исследователей считают их сваями, однако ряд учёных видят в них просто частокол вокруг селений. Также у некоторых обнаруженных поселений имеются окружающие валы и столбы, позволяющие предположить защиту от наводнений. Ещё по одной из гипотез, террамары строились из мергеля на сваях, сначала на сухом месте, а потом всё пространство вокруг строений заливали водой — получался посёлок на искусственном болоте.
Советский исследователь А. Л. Монгайт отмечал, что ни одна из террамар не была настолько раскопана, чтобы можно было с уверенностью судить о расположении строений внутри неё. Он предполагал четырёхугольную и ромбовидную планировку террамар, наличие вала с деревянными конструкциями и рва заполненного водой. Также, вероятно, въездные ворота находились с узкой стороны террамары, от которых вела улица, делившая селение на две половины.
Самое крупное из найденных поселений Террамар культуры — Кастеллаццо-ди-Фонтанеллато, раскапывалось в 1888—1896 годах в 23 км к северо-западу от города Пармы итальянским археологом Л. Пигорини и другими. Данная террамара имела в плане трапециевидную форму, была окружена рвом шириной 3,75 м и глубиной 3,5 м, а также земляным валом шириной у основания 15 м. Через ров были перекинуты деревянные мосты, внутри поселения находились ряды свай, поддерживавшие, вероятно, помост с хижинами. Улицы представляли собой укреплённые деревом земляные насыпи и пересекались под прямым углом.

### Захоронения
На первых стадиях своего развития (периоды IA, IIА, IB по Г. Сэфлунду) носители Террамaр культуры практиковали ингумацию в простых ямах, без вещей или со скудным инвентарём. Позднее, во второй половине 2-го тысячелетия до н. э. — начале 1-го тысячелетия до н. э. (период IIB по Г. Сэфлунду), погребения представляли собой урновые некрополи, свойственные Культуре полей погребальных урн. Ряд исследователей считает, что этот обычай захоронения был присущ вторгшимся из Центральной Европы племенам (Г. Сэфлунд, Г. фон Мерхардт), другие учёные предполагают его введение вследствие распространения некой религиозной идеи, которая была не связана с этническими миграциями (Л. Бернабо Бреа, Р. Перони и др.). Террамарцы первыми принесли подобный обычай захоронения в Северную Италию, откуда он проник южнее, достигнув самых отдалённых областей Апеннинского полуострова, а с XI—IX веков до н. э. прослеживается на Сицилии и Липарских островах. Характер захоронений Террамар культуры позволяет предположить, что резкое имущественное и социальное неравенство в среде её носителей отсутствовало.

## Палеогенетика
У образца 9309_Co эпохи средней бронзы Италии из некрополя Olmo di Nogara (Ногара, Верона) определена Y-хромосомная гаплогруппа R1b-L51 (xP311, xL52, xL151).

## Хозяйство
Население занималось земледелием (плуг ещё неизвестен, вероятно, пахали деревянной сохой, в которую запрягали быков) — пшеница, бобы, лён, виноград; скотоводством — свиньи, овцы, козы, ослы, лошади; охотой — найдены кости медведя, кабана, оленя; рыболовством. Типичная керамика — лепные сосуды (изготовлялись без гончарного круга), имели тёмнолощёную поверхность и орнамент в виде концентрических желобков или утолщений в виде бугорков; часто выполнялись с «рогатыми» или в форме полумесяца ручками (форма ручки называемая «анса луната»). Находки семян льна, фрагментов одежды и пряслиц свидетельствуют о развитии ткачества. Террамарцами был достигнут высокий уровень в обработке бронзы, но на начальных стадиях развития культуры, несмотря на использование орудий и оружия из бронзы, её представители продолжали применять и их каменные (в основном кремнёвые) аналоги.
Вероятно, в XIV веке до н. э. в районе современной Болоньи Террамар культура вступила в соприкосновение с распространившейся по всей Италии Апеннинской культурой. В период поздней фазы последней, такие бронзовые изделия террамарцев, как топоры с «крыльями» (иначе «закраинами»), смычковидные фибулы и обоюдоострые бритвы, были предметами торговли по всему Апеннинскому полуострову. Следы этого товарооборота прослеживаются даже на отдалённом юге — в поселении на месте современного Таранто, здесь помимо представителей Апеннинской культуры, около 1250 года до н. э. поселились микенцы, способствуя развитию трансадриатической торговли. К востоку от территорий распространения террамар такие свидетельства имеются в поселениях Апеннинской культуры у современной Болоньи, а на севере — в озёрном поселении у современной Пескьеры. Помимо внутрииталийского товарообмена, террамарцы имели связи и со средиземноморскими культурами Франции, также известно, что с южного берега Балтийского моря сюда попадали изделия из янтаря (бусы и прочее).

## Этническая принадлежность
На сегодняшний день наиболее вероятными создателями Террамар культуры исследователи считают первую волну италиков — племена протолатинов и близкородственных им фалисков, которые после вытеснения их культурой Вилланова оказали влияние на развитие племён Южной Этрурии (Лаций).
В России в начале XX века учёным В. И. Модестовым была предложена гипотеза, согласно которой в эпоху бронзы на Апеннинский полуостров вторглись носители Террамар культуры — «террамариколы», которые были предками латинян, а в железном веке вторглись другие италики — оски и умбры, принесшие с собой культуру Виллановы (см. раздел «Происхождение»). Эта теория и сегодня широко распространена среди исследователей. Однако вопрос остаётся предметом дискуссий ряда учёных и различные гипотезы прослеживаются в работах исследователей XX века — например, польский филолог К. Куманецкий создателями Террамар культуры называет не просто протолатинов, а племена, разделившиеся позднее на латинян, умбров и самнитов, а итальянский учёный Лавиоза-Замботти, по прежнему, согласно представлениям археологов XIX века, не обособляет террамарцев в отдельную культуру и рассматривает их как ответвление Апеннинской культуры.

## Историческая судьба
Одна из теорий для позднего периода Апеннинской культуры утверждает, что археологический материал большого количества памятников по всей Доисторической Италии является продуктом гибридизации Террамарской и Апеннинской культур, через которые террамарцами было оказано влияние на культуру Протовилланова Субапеннинского периода и некоторые культуры раннего железного века в Италии. Примером может служить крупный могильник около коммуны Пианелло (итал. Pianello). Но существует и альтернативная гипотеза, согласно которой тот же Пианелло был населён представителями новой волны переселенцев с севера, а с появлением племён протовилланова, террамарцы исчезли. Таким образом на сегодняшний день существуют следующие гипотезы о трансформации Террамар культуры со временем:
1. Пришедшие в Италию по морю и суше новые племена протовилланова смешались с террамарцами и сохранили многие черты их культуры.
2. С появлением племён протовилланова Террамар культура прекратила своё существование.
3. Культура протовилланова возникла в результате смешения носителей Террамар и Апеннинской культуры (взяв погребальный обряд и обработку металла от первой, а форму посуды и частично сельскохозяйственную экономику от второй)[34].